# Captain Thunder

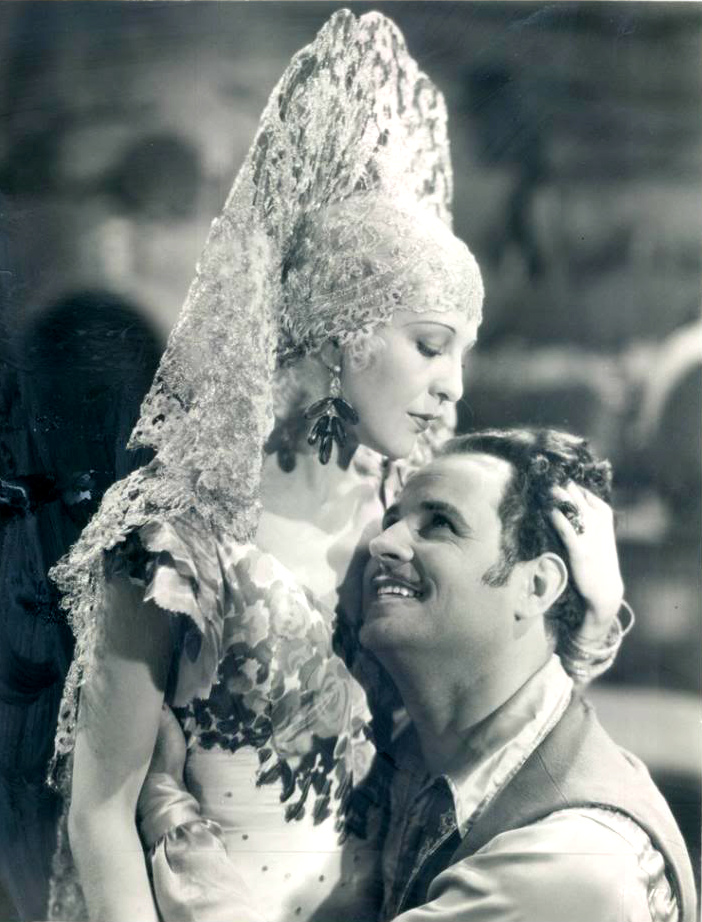
Natalie Moorhead et Victor Varconi

Pour plus de détails, voir Fiche technique et Distribution.
Captain Thunder est un film américain réalisé par Alan Crosland en 1930.

## Fiche technique
- Titre original : Captain Thunder
- Réalisation : Alan Crosland
- Scénario : Gordon Rigby d'après une histoire de Pierre Couderc et de Hal Davitt
- Dialogues : William K. Wells
- Photographie : James Van Trees
- Montage : Arthur Hilton
- Costumes : Earl Luick
- Musique : Xavier Cugat, David Mendoza et Leon Rosebrook (non crédités)
- Production et distribution : Warner Bros. Pictures
- Pays de production :  États-Unis
- Format : noir et blanc - 35 mm - 1,37:1 - Vitaphone
- Genre : Film d'aventure
- Durée : 65 minutes
- Langue : anglais
- Date de sortie :
  - États-Unis : 27 décembre 1930

## Distribution
- Fay Wray : Ynez
- Victor Varconi : El Capitan Thunder
- Charles Judels : Commandante Ruiz
- Robert Elliott : Morgan
- Bert Roach : Pablo
- Frank Campeau : Hank
- Don Alvarado : Juan
- John St. Polis : Pedro
- Natalie Moorhead : Bonita
- Robert Emmett Keane : Don Miguel
- Soledad Jiménez : Señora Ruiz